# Триста танских поэм
Триста танских поэм (кит. трад. 《唐詩三百首》, упр. 《唐诗三百首》, пиньинь «Tángshī sānbǎi shǒu») — антология стихотворений китайских поэтов эпохи Тан. Составлена около 1763 года Сунь Чжу (1722—1778), учёным врёмен династии Цин, также известным как Хэнтан Туйши (кит. 衡塘退士). Сборник неоднократно переиздавался. Все издания содержат более 300 стихотворений. Количество стихотворений не соответствует названию, так как считается, что дополнительные произведения приносят удачу. Более того, число 300 является аллюзией на древнейшую «Книгу песен» — «Ши-цзин»,  известеную также как «Триста стихотворений».
Сунь Чжу подбирал стихотворения — неудовлетворённый собранием «Стихи 1000 поэтов» 《千家诗》, составленным Лю Кэчжуаном во время Южной Сун (1127—1279), и под влиянием антологий времён династии Мин — по их популярности и образовательному значению. Его антология сразу стала популярной и до сих пор имеется во многих китайских домах. На протяжении полутора сотен лет школьники использовали эту книгу для обучения чтению и письму, заучивая стихи наизусть. Книга содержит произведения Ду Фу, Ли Бо, Ван Вэйя, Ли Щанъиня, Мэн Хаожаня, Хань Юйя, Ду Му, Бо Цзюйи, Лю Чанциня, Цэнь Шэня, Ван Чанлина, Вэй Инъу, Мэн Цзяо и других. Ли Хэ (790—816) — известный танский поэт, в антологию не попал.

## Порядок стихотворений
Произведения в оригинальном издании «300 танских поэм» времён династии Цин были расположены по семи формальным типам:
- Стихи в стиле народных песен (юэфу 樂府)

- Древняя поэзия (гуши[англ.] 古詩):
  - Древняя поэзия в пять иероглифов (五言古詩)
  - Древняя поэзия в семь иероглифов

- Поэзия в современном стиле (цзиньтиши[англ.]):
  - Восемь строк (люйши[англ.]):
    - Люйши в пять иероглифов
    - Люйши в семь иероглифов

  - Четыре строки (цзюэцзюй[англ.]):
    - Цзюэцзюй в пять иероглифов (五言絕句)
    - Цзюэцзюй в семь иероглифов

Среди 317 стихотворений, 90 написаны в форме гуши, а 227 в формах люйши и цзюэцзюй.

## Поэты
Антология содержит произведения как известных, так и редких и даже анонимных танских поэтов. Среди них, по крайней мере, один император. Наибольшее количество стихотворений «принадлежит кисти» Ду Фу (39), далее идут Ли Бо (34), Ван Вэй (29), Ли Щанъинь (24), Мэн Хаожань (15), Вэй Инъу (12), Лю Чанцинь (11), Ду Му (10). Остальные поэты представлены менее, чем десятью стихотворениями. Несмотря на это некоторые из них имеют большое значение: Лю Цзунъюань и Бо Цзюйи.